# Kozí mléko (film)
Kozí mléko, v originále Kozie mlieko, je slovenská černobílá filmová komedie z roku 1950.

## Děj
Velice prostoduchá agitační komedie, natočená na počátku 50. let, zachycuje s humornou, ale přitom nabádavou nadsázkou třídní boj, který zachvátil i slovenskou dědinu, když se začala zakládat zemědělská družstva. Do jejich obětavého budování se zapojili všichni pokrokově smýšlející rolníci, občas se vyskytl i nějaký váhající střední zemědělec, ale nakonec se překonaly všechny problémy a vše dobře dopadlo. Přirozeně se ukázalo, že za všechny potíže mohou místní záškodníci, nadutí a chamtiví vesničtí boháči, jak se tehdy říkalo. Slovenským filmařům dokonce vyrazil na pomoc Bořivoj Zeman, pověřený funkcí uměleckého poradce.